# Камарван
Камарван (азерб. Qəmərvan; лезг. Камерван) — село в Габалинском районе Азербайджана, административный центр Камарванского муниципалитета.
Расположено примерно в 10 км от районного центра — города Габала.

## Население
Национальный состав целиком сложен лезгинами. Верующие исповедуют ислам.
Камарванцы всегда поддерживали тесные экономические, культурные и родственные связи с другими лезгинскими селениями, расположенными как к югу от Главного Кавказского хребта, так и к северу — особенно с селениями Докузпаринского вольного общества и союза сельских общин Ахтыпара-2.
Население Камарвана исторически делится на родовые патронимы — тухумы: Игъирар, Къурушар, Кlаркlарар, Лгар, Мацар, Мискискар, Филискъар, Храхар, Чепер, Чихъискъар, Ялцугъар.

## География
Камарван — высокогорное лезгинское селение в Габалинском районе, находящееся в окружении зеленых гор, покрытых густыми лесами. Село расположено в отрогах Главного Кавказского хребта к югу от гребня, на высоте 1150 метров над уровнем моря.
Вокруг селения расположены такие горные вершины, как Гирдагджа (1570), Ладжар (2429), Кечалкая (2574), Чӏулав сув (2532), Белимтая (3395), Рустамбаз (3527). Особняком среди них стоит гора Шимер (на картах она обозначается как Гузгунгайя (2460)), смотрящая прямо на Камарван. Интересно, что в ясную погоду, если смотреть в север по ущелью, из Камарвана можно увидеть самую высокую гору Азербайджана и Дагестана — Базардюзю (Киченсув). До вершины горы отсюда приблизительно 20 километров по прямой линии.

## История
Фрагмент надписи на арабском языке, из разрушенной мечети Камарвана (нынче табличка с надписью хранится в Краеведческом музее Габалы) гласит: "Основано это село, названное «Камариййа», в 1293 (то есть 1876 г.). Названо село так по имени его основателя генерала … Комарова. Построена эта соборная мечеть в 1295 (то есть 1878 г.)… ". В 1865—1868 годах Александр Виссарионович Комаров, в честь которого было названо новое село в составе Самурского округа (русский генерал, участник Кавказской войны и Туркестанских походов) занимал должность начальника штаба войск Дагестанской области, в 1868—1877 годах — Дербентского градоначальника и военного начальника Южного Дагестана. А его младший брат генерал-майор Виктор Виссарионович Комаров в 1876-м году — капитан, ст. помощник начальника Самурского округа Южного Дагестана, а в 1880 — майор, начальник Самурского округа Южного Дагестана. После образования села, в него начали переселяться жители некоторых сел Докузпаринского наибства. Названия тухумов села говорят об их происхождениях.
До 1894 года Камарван с сопредельной территорией относился к Самурскому округу Дагестанской области. После чего селения Баш-Дашагиль, Агалух, Карабулак, Узбашеван, Комарован и Мичих были включены в состав Елисаветпольской губернии.